# Europees kampioenschap voetbal onder 21 - 2019
Het Europees kampioenschap voetbal onder 21 - 2019 was de 22e editie van het Europees kampioenschap voetbal onder 21. Het toernooi werd georganiseerd door Italië en San Marino van 16 juni tot en met 30 juni 2019. Spanje won het toernooi door in de finale Duitsland met 2−1 te verslaan. Het was voor de Spanjaarden de 5e keer dat ze het toernooi wonnen. Spelers die geboren zijn op of na 1 januari 1996 waren speelgerechtigd.
Tijdens dit toernooi konden de deelnemende landen zich kwalificeren voor het Olympisch voetbaltoernooi in Tokio, Japan.

## Gastland
Op 9 december 2016 maakte de UEFA bekend dat het toernooi wordt georganiseerd door Italië en San Marino. Hoewel San Marino gastland was, moest het toch aan de kwalificatie deelnemen. Doordat het in de kwalificatie alle tien wedstrijden verloor, kon het niet aan de eindronde meedoen.

## Kwalificatie

### Gekwalificeerde teams
De volgende teams hebben zich gekwalificeerd voor het eindtoernooi.
| Team       | Reden van Kwalificatie | Datum van Kwalificatie | Aantal deelnames | Laatste deelname | Beste resultaat                            |
| ---------- | ---------------------- | ---------------------- | ---------------- | ---------------- | ------------------------------------------ |
| Italië     | Gastland               | 9 december 2016        | 20e              | 2017             | Winnaars (1992, 1994, 1996, 2000, 2004)    |
| Spanje     | Winnaar Groep 2        | 6 september 2018       | 14e              | 2017             | Winnaars (1986, 1998, 2011, 2013)          |
| Frankrijk  | Winnaar Groep 9        | 7 september 2018       | 9e               | 2006             | Winnaars (1988)                            |
| Servië     | Winnaar Groep 7        | 12 oktober 2018        | 11e              | 2017             | Winnaars (1978)                            |
| Engeland   | Winnaar Groep 4        | 11 oktober 2018        | 15e              | 2017             | Winnaars (1982, 1984)                      |
| Duitsland  | Winnaar Groep 5        | 12 oktober 2018        | 12e              | 2017             | Winnaars (2009, 2017)                      |
| Kroatië    | Winnaar Groep 1        | 15 oktober 2018        | 3e               | 2004             | Groepsfase (2000, 2004)                    |
| Roemenië   | Winnaar Groep 8        | 16 oktober 2018        | 2e               | 1998             | Kwartfinale (1998)                         |
| België     | Winnaar Groep 6        | 16 oktober 2018        | 2e               | 2007             | Halve Finale (2007)                        |
| Denemarken | Winnaar Groep 3        | 16 oktober 2018        | 8e               | 2017             | Halve Finale (1992, 2015)                  |
| Polen      | Winnaar play-off       | 20 november 2018       | 7e               | 2017             | Kwartfinale (1982, 1984, 1986, 1992, 1994) |
| Oostenrijk | Winnaar play-off       | 20 november 2018       | 1e               | —                | Debuut                                     |

## Speelsteden
- Stadio Renato Dall'Ara[3] in Bologna, Italië
- Mapei Stadium - Città del Tricolore in Reggio Emilia, Italië
- Stadio Dino Manuzzi in Cesena, Italië
- Stadio del Conero in Triest, Italië
- Stadio Friuli in Udine, Italië
- Stadio Olimpico in Serravalle, San Marino

## Scheidsrechters
Scheidsrechters:
- Andreas Ekberg
- Serdar Gözübüyük
- Orel Grinfeeld
- Srđan Jovanović
- Georgi Kabakov
- Aleksej Koelbakov
- István Kovács
- Robert Madden
- Andris Treimanis

Videoscheidsrechters:
- Stuart Attwell en Paul Tierney
- Ricardo De Burgos en Xavier Estrada
- Ruddy Buquet en François Letexier
- Christian Dingert en Tobias Welz
- Michael Fabbri en Marco Guida
- Jochem Kamphuis en Bas Nijhuis
- Luís Godinho en João Pinheiro

## Groepsfase
De 3 groepswinnaars en de beste nummer 2 plaatsten zich voor de halve finales en kwalificeerden zich daarmee tevens voor de Olympische Zomerspelen 2020. Aangezien Engeland geen Olympisch land is, kwamen zij niet in aanmerking om zich voor de Olympische Spelen te  plaatsen.

### Groep A
| Team   | WG | W | G | V | DV | DT | DS | Pnt |
| ------ | -- | - | - | - | -- | -- | -- | --- |
| Spanje | 3  | 2 | 0 | 1 | 8  | 4  | +4 | 6   |
| Italië | 3  | 2 | 0 | 1 | 6  | 3  | +3 | 6   |
| Polen  | 3  | 2 | 0 | 1 | 4  | 7  | −3 | 6   |
| België | 3  | 0 | 0 | 3 | 4  | 8  | −4 | 0   |

|                            |                                        |       |                          | |
| 16 juni 2019 18:30 (UTC+2) | Polen                                  | 3 − 2 | België                   | Mapei Stadium - Città del Tricolore, Reggio Emilia Toeschouwers: 2.534 Scheidsrechter: István Kovács (ROM) |
| 16 juni 2019 18:30 (UTC+2) | Żurkowski 26' Bielik 52' Szymański 79' |       | 16' Leya Iseka 84' Cools | Mapei Stadium - Città del Tricolore, Reggio Emilia Toeschouwers: 2.534 Scheidsrechter: István Kovács (ROM) |

|                            |                                       |       |              |                                                                                             |
| 16 juni 2019 21:00 (UTC+2) | Italië                                | 3 − 1 | Spanje       | Stadio Renato Dall'Ara, Bologna Toeschouwers: 26.432 Scheidsrechter: Serdar Gözübüyük (NED) |
| 16 juni 2019 21:00 (UTC+2) | Chiesa 37', 65' Pellegrini 83' (pen.) |       | 10' Ceballos | Stadio Renato Dall'Ara, Bologna Toeschouwers: 26.432 Scheidsrechter: Serdar Gözübüyük (NED) |

|                            |                     |       |             | |
| 19 juni 2019 18:30 (UTC+2) | Spanje              | 2 − 1 | België      | Mapei Stadium - Città del Tricolore, Reggio Emilia Toeschouwers: 2.738 Scheidsrechter: Andris Treimanis (LVA) |
| 19 juni 2019 18:30 (UTC+2) | Olmo 7' Fornals 89' |       | 24' Bornauw | Mapei Stadium - Città del Tricolore, Reggio Emilia Toeschouwers: 2.738 Scheidsrechter: Andris Treimanis (LVA) |

|                            |        |            |       |                                                                                              |
| 19 juni 2019 21:00 (UTC+2) | Italië | 0 − 1      | Polen | Stadio Renato Dall'Ara, Bologna Toeschouwers: 26.890 Scheidsrechter: Aleksej Koelbakov (BLR) |
| 19 juni 2019 21:00 (UTC+2) |        | 40' Bielik |       | Stadio Renato Dall'Ara, Bologna Toeschouwers: 26.890 Scheidsrechter: Aleksej Koelbakov (BLR) |

|                            |                                   |       |                                    | |
| 22 juni 2019 21:00 (UTC+2) | België                            | 1 − 3 | Italië                             | Mapei Stadium - Città del Tricolore, Reggio Emilia Toeschouwers: 20.075 Scheidsrechter: Srđan Jovanović (SRB) |
| 22 juni 2019 21:00 (UTC+2) | Verschaeren 79' Mbenza 77', 90+4' |       | 44' Barella 53' Cutrone 89' Chiesa | Mapei Stadium - Città del Tricolore, Reggio Emilia Toeschouwers: 20.075 Scheidsrechter: Srđan Jovanović (SRB) |

|                            |                                                                    |       |       |                                                                                         |
| 22 juni 2019 21:00 (UTC+2) | Spanje                                                             | 5 − 0 | Polen | Stadio Renato Dall'Ara, Bologna Toeschouwers: 3.122 Scheidsrechter: Robert Madden (SCO) |
| 22 juni 2019 21:00 (UTC+2) | Fornals 17' Oyarzabal 35' Fabián Ruiz 39' Ceballos 71' Mayoral 90' |       |       | Stadio Renato Dall'Ara, Bologna Toeschouwers: 3.122 Scheidsrechter: Robert Madden (SCO) |

### Groep B
| Team       | WG | W | G | V | DV | DT | DS | Pnt |
| ---------- | -- | - | - | - | -- | -- | -- | --- |
| Duitsland  | 3  | 2 | 1 | 0 | 10 | 3  | +7 | 7   |
| Denemarken | 3  | 2 | 0 | 1 | 6  | 4  | +2 | 6   |
| Oostenrijk | 3  | 1 | 1 | 1 | 4  | 4  | 0  | 4   |
| Servië     | 3  | 0 | 0 | 3 | 1  | 10 | −9 | 0   |

|                            |               |       |                      |                                                                                    |
| 17 juni 2019 18:30 (UTC+2) | Servië        | 0 − 2 | Oostenrijk           | Stadio del Conero, Triëst Toeschouwers: 5.421 Scheidsrechter: Andreas Ekberg (SWE) |
| 17 juni 2019 18:30 (UTC+2) | Jovanović 75' |       | 37' Wolf 78' Horvath | Stadio del Conero, Triëst Toeschouwers: 5.421 Scheidsrechter: Andreas Ekberg (SWE) |

|                            |                                  |       |                 |                                                                               |
| 17 juni 2019 21:00 (UTC+2) | Duitsland                        | 3 − 1 | Denemarken      | Stadio Friuli, Udine Toeschouwers: 7.131 Scheidsrechter: Orel Grinfeeld (ISR) |
| 17 juni 2019 21:00 (UTC+2) | Richter 28', 52' Waldschmidt 65' |       | 73' (pen.) Skov | Stadio Friuli, Udine Toeschouwers: 7.131 Scheidsrechter: Orel Grinfeeld (ISR) |

|                            |                            |       |              |                                                                               |
| 20 juni 2019 18:30 (UTC+2) | Denemarken                 | 3 − 1 | Oostenrijk   | Stadio Friuli, Udine Toeschouwers: 7.297 Scheidsrechter: Georgi Kabakov (BUL) |
| 20 juni 2019 18:30 (UTC+2) | Mæhle 33', 77' Olsen 90+3' |       | 47' Lienhart | Stadio Friuli, Udine Toeschouwers: 7.297 Scheidsrechter: Georgi Kabakov (BUL) |

|                            |                                                              |       |                     |                                                                                   |
| 20 juni 2019 21:00 (UTC+2) | Duitsland                                                    | 6 − 1 | Servië              | Stadio del Conero, Triëst Toeschouwers: 9.837 Scheidsrechter: István Kovács (ROM) |
| 20 juni 2019 21:00 (UTC+2) | Richter 16' Waldschmidt 30', 37', 80' Dahoud 69' Maier 90+2' |       | 85' (pen.) Živković | Stadio del Conero, Triëst Toeschouwers: 9.837 Scheidsrechter: István Kovács (ROM) |

|                            |                  |       |                 |                                                                                 |
| 23 juni 2019 21:00 (UTC+2) | Oostenrijk       | 1 − 1 | Duitsland       | Stadio Friuli, Udine Toeschouwers: 9.100 Scheidsrechter: Andris Treimanis (LTV) |
| 23 juni 2019 21:00 (UTC+2) | Danso 24' (pen.) |       | 14' Waldschmidt | Stadio Friuli, Udine Toeschouwers: 9.100 Scheidsrechter: Andris Treimanis (LTV) |

|                            |                                |       |        |                                                                                       |
| 23 juni 2019 21:00 (UTC+2) | Denemarken                     | 2 − 0 | Servië | Stadio del Conero, Triëst Toeschouwers: 4.543 Scheidsrechter: Aleksej Koelbakov (BLR) |
| 23 juni 2019 21:00 (UTC+2) | Bruun Larsen 21' Rasmussen 51' |       |        | Stadio del Conero, Triëst Toeschouwers: 4.543 Scheidsrechter: Aleksej Koelbakov (BLR) |

### Groep C
| Team      | WG | W | G | V | DV | DT | DS | Pnt |
| --------- | -- | - | - | - | -- | -- | -- | --- |
| Roemenië  | 3  | 2 | 1 | 0 | 8  | 3  | +5 | 7   |
| Frankrijk | 3  | 2 | 1 | 0 | 3  | 1  | +2 | 7   |
| Engeland  | 3  | 0 | 1 | 2 | 6  | 9  | −3 | 1   |
| Kroatië   | 3  | 0 | 1 | 2 | 4  | 8  | −4 | 1   |

|                            |                                                   |       |            |                                                                                     |
| 18 juni 2019 18:30 (UTC+2) | Roemenië                                          | 4 − 1 | Kroatië    | Stadio Olimpico, Serravalle Toeschouwers: 4.700 Scheidsrechter: Robert Madden (SCO) |
| 18 juni 2019 18:30 (UTC+2) | Pușcaș 11' (pen.) Hagi 14' Băluță 66' Petre 90+3' |       | 18' Vlašić | Stadio Olimpico, Serravalle Toeschouwers: 4.700 Scheidsrechter: Robert Madden (SCO) |

|                            |                         |       |                                    |                                                                                        |
| 18 juni 2019 21:00 (UTC+2) | Engeland                | 1 − 2 | Frankrijk                          | Stadio Dino Manuzzi, Cesena Toeschouwers: 11.228 Scheidsrechter: Srđan Jovanović (SRB) |
| 18 juni 2019 21:00 (UTC+2) | Foden 54' Choudhury 63' |       | 89' Ikone 90+5' (e.d.) Wan-Bissaka | Stadio Dino Manuzzi, Cesena Toeschouwers: 11.228 Scheidsrechter: Srđan Jovanović (SRB) |

|                            |                      |       |                                             |                                                                                      |
| 21 juni 2019 18:30 (UTC+2) | Engeland             | 2 − 4 | Roemenië                                    | Stadio Dino Manuzzi, Cesena Toeschouwers: 8.440 Scheidsrechter: Andreas Ekberg (SWE) |
| 21 juni 2019 18:30 (UTC+2) | Gray 79' Abraham 87' |       | 76' (pen.) Pușcaș 85' Hagi 89', 90+3' Coman | Stadio Dino Manuzzi, Cesena Toeschouwers: 8.440 Scheidsrechter: Andreas Ekberg (SWE) |

|                            |            |       |         |                                                                                        |
| 21 juni 2019 21:00 (UTC+2) | Frankrijk  | 1 − 0 | Kroatië | Stadio Olimpico, Serravalle Toeschouwers: 3.416 Scheidsrechter: Serdar Gözübüyük (NED) |
| 21 juni 2019 21:00 (UTC+2) | Dembélé 8' |       |         | Stadio Olimpico, Serravalle Toeschouwers: 3.416 Scheidsrechter: Serdar Gözübüyük (NED) |

|                            |                             |       |                                          |                                                                                      |
| 24 juni 2019 21:00 (UTC+2) | Kroatië                     | 3 − 3 | Engeland                                 | Stadio Olimpico, Serravalle Toeschouwers: 3.512 Scheidsrechter: Orel Grinfeeld (ISR) |
| 24 juni 2019 21:00 (UTC+2) | Brekalo 39', 82' Vlašić 62' |       | 11' (pen.) Nelson 48' Maddison 70' Kenny | Stadio Olimpico, Serravalle Toeschouwers: 3.512 Scheidsrechter: Orel Grinfeeld (ISR) |

|                            |           |       |          |                                                                                       |
| 24 juni 2019 21:00 (UTC+2) | Frankrijk | 0 − 0 | Roemenië | Stadio Dino Manuzzi, Cesena Toeschouwers: 12.861 Scheidsrechter: Georgi Kabakov (BUL) |
| 24 juni 2019 21:00 (UTC+2) |           |       |          | Stadio Dino Manuzzi, Cesena Toeschouwers: 12.861 Scheidsrechter: Georgi Kabakov (BUL) |

## Knock-outfase
|  | halve finale            | halve finale            |  |           | finale          | finale          |
|  |                         |                         |  |           |                 |                 |
|  | 27 juni − Bologna       |                         |  |           |                 |                 |
|  | Spanje                  | 4                       |  |           |                 |                 |
|  | Frankrijk               | 1                       |  |           | 30 juni − Udine | 30 juni − Udine |
|  |                         |                         |  |           | Spanje          | 2               |
|  | 27 juni − Reggio Emilia | 27 juni − Reggio Emilia |  | Duitsland | 1               |                 |
|  | Duitsland               | 4                       |  |           |                 |                 |
|  | Roemenië                | 2                       |  |           |                 |                 |

### Halve finales
|                    |                                              |       |                        | |
| 27 juni 2019 18:00 | Duitsland                                    | 4 − 2 | Roemenië               | Mapei Stadium - Città del Tricolore, Reggio Emilia Toeschouwers: 16.211 Scheidsrechter: Orel Grinfeeld (ISR) |
| 27 juni 2019 18:00 | Amiri 21', 90+4' Waldschmidt 51' (pen.), 90' |       | 26' (pen.), 44' Pușcaș | Mapei Stadium - Città del Tricolore, Reggio Emilia Toeschouwers: 16.211 Scheidsrechter: Orel Grinfeeld (ISR) |

|                    |                                                      |       |                   |                                                                                          |
| 27 juni 2019 21:00 | Spanje                                               | 4 − 1 | Frankrijk         | Stadio Renato Dall'Ara, Bologna Toeschouwers: 6.522 Scheidsrechter: Georgi Kabakov (BUL) |
| 27 juni 2019 21:00 | Roca 28' Oyarzabal 45+5' (pen.) Olmo 47' Mayoral 67' |       | 16' (pen.) Mateta | Stadio Renato Dall'Ara, Bologna Toeschouwers: 6.522 Scheidsrechter: Georgi Kabakov (BUL) |

### Finale
|                    |                    |       |           |                                                                                 |
| 30 juni 2019 20:45 | Spanje             | 2 − 1 | Duitsland | Stadio Friuli, Udine Toeschouwers: 23.232 Scheidsrechter: Srđan Jovanović (SRB) |
| 30 juni 2019 20:45 | Fabián 7' Olmo 69' |       | 88' Amiri | Stadio Friuli, Udine Toeschouwers: 23.232 Scheidsrechter: Srđan Jovanović (SRB) |